# ヒューバート・セルビー・ジュニア
ヒューバート・セルビー・ジュニア（Hubert Selby, Jr. 1928年7月23日 - 2004年4月26日）はアメリカ合衆国ニューヨーク州ブルックリン生まれの作家。

## 来歴
15才から船員をしているうちに結核をわずらい、片肺を切除。その後、喘息の症状にも苦しみながらブルックリンでホームレス生活を送る。そうした生活の中で書き上げた、人間の暗部を徹底的に描写した『ブルックリン最終出口』が賛否両論をあびながらもベストセラーとなった。
その後も極端に陰鬱な作品を書き続け、作家やアーティストたちの間にも、熱狂的なファンをよんだ。

## 主な著作

### 長篇
- Last Exit to Brooklyn（1964年）、邦訳『ブルックリン最終出口』　宮本陽吉訳、河出書房新社、1968年。〈河出文庫〉、1990年。
- The Room（1971年）
- The Demon（1976年）
- Requiem for a Dream（1978年）、邦訳『夢へのレクイエム』宮本陽吉訳、河出書房新社、1982年。新装版2001年。
- The Willow Tree（1998年）
- Waiting Period（2002年）

### 短篇集
- Song of the Silent Snow（1986年）

## 映像化作品
- 『ブルックリン最終出口』（1989年）ウーリ・エーデル監督、Last Exit to Brooklynの映画化
- 『レクイエム・フォー・ドリーム』（2000年）ダーレン・アロノフスキー監督、Requiem for a Dreamの映画化。脚本も担当。
- 『Fear X』（2003年）ニコラス・ウィンディング・レフン監督